# クィア理論
クィア理論 (クィアりろん、英語: queer theory) は、性的マイノリティの思想や文化・歴史を研究対象とする分野で用いられる理論。
人間の性差にかかわる社会制度や思想の構造・起源を研究する学問分野を「ジェンダー研究（ジェンダー学）」と呼ぶが、そのなかでもとくに規範的異性愛以外のあらゆるセクシュアリティを対象とする分野に「クィア研究（クィア・スタディーズ）」があり、そこで構想され整理された思考の枠組み全般を総称して「クィア理論」と呼ぶ。一般に性的マイノリティがもつ性指向の文化的起源や、かれらへ向けられる差別的視線の歴史・制度的基盤といったものが主な研究対象とみなされている。

## 概要
英語の「クィア queer」という言葉は、本来「変態」に近い意味をもつ侮蔑語だったが、とくにアメリカで1980年代末から性的マイノリティが自らを指す言葉として肯定的に用いはじめた。同性愛が連想されることが多いが、異性装・サディズム・トランスジェンダー・バイセクシュアルなど「正常な規範をはずれた」とみなされやすいすべての性行動・文化を指している。
ジェンダー研究・フェミニズム研究が一般的な異性愛者を思考の前提に据えがちだったことには早くから批判があったため、幅広いセクシュアリティを包括することをめざしたクィア理論の概念が1990年にジェンダー研究者テレサ・デ・ラウレティス (ローレティス Teresa De Lauretis) によって提唱され、以後、広く用いられるようになった 。

## 歴史

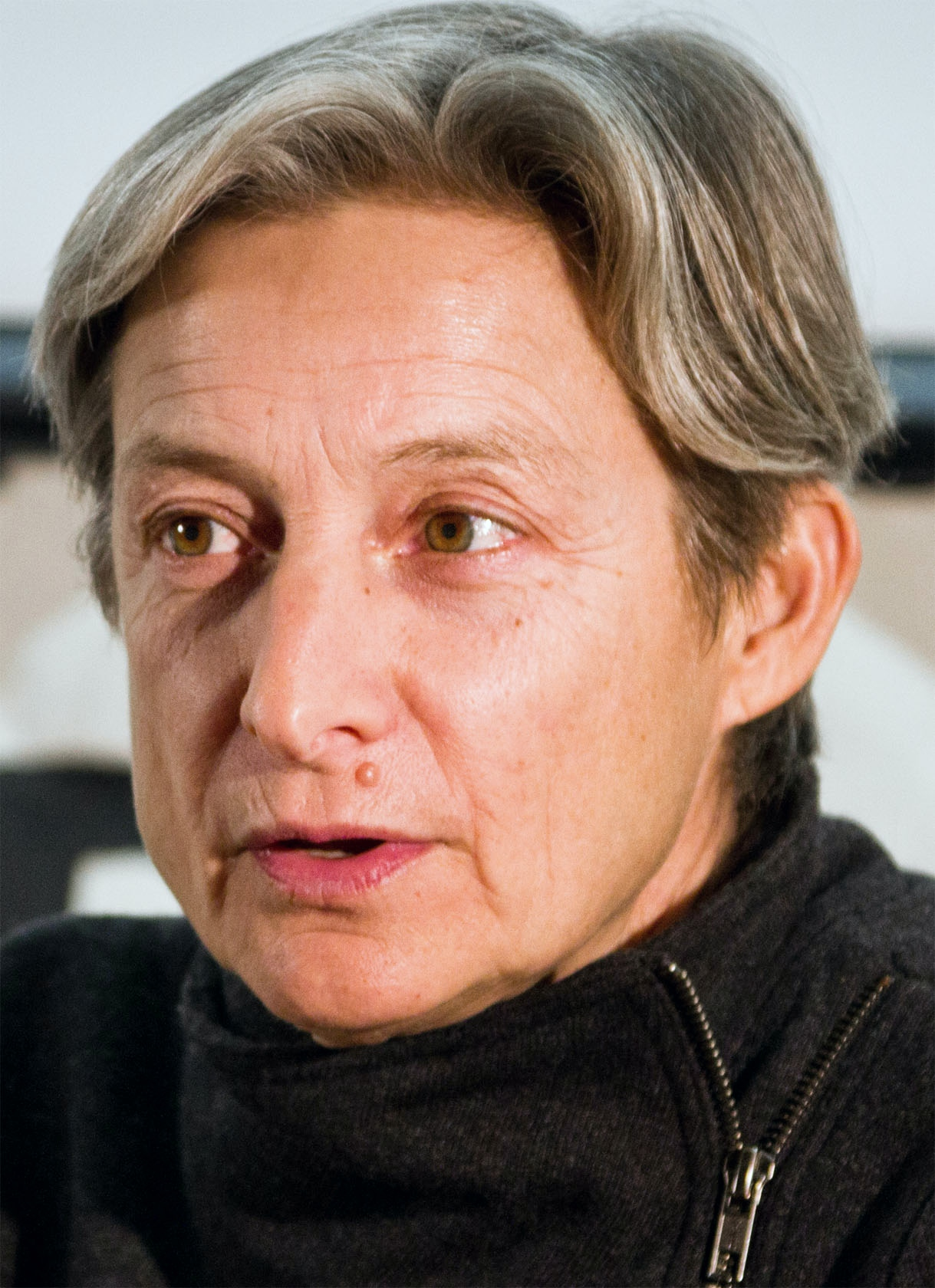
クイア研究の重要な理論的支柱となったジュディス・バトラー (2011年）

### 「クィア理論」の誕生
「クィア理論」を提唱したラウレティスの問題意識は、1960年代から進められてきたレズビアンやゲイによる解放運動ののち、1980年代にいたって反動が起きたことに対する危機感から、性的マイノリティの間での連帯を呼びかけようというものだった。
ラウレティスは、アメリカ合衆国において「ゲイとレズビアン」というひとかたまりの集団として扱われることについて、セクシュアリティについての差異がないかのように捉えられていることを主なテーマとして、1990年のカリフォルニア大学サンタクルーズ校での学会を主催した。
反動は、一方では、保守的な男・女の役割への回帰、非異性愛者の排除という形で現れたが、同時に、ゲイ/レズビアンという同性愛者内での男/女の差異を強調するゲイ・アイデンティティやレズビアン・アイデンティティへの疑義も含まれていた。しかし、性的少数者への政治的な攻撃や、レズビアンやゲイへの反動的な世論が形成されたために、男性同性愛者と女性同性愛者との間での軋轢や、性的少数者が分断され細分化されつつあった中で、セクシュアル・マイノリティの連帯を目指したことがクィア理論が生まれたきっかけである。
ラウレティスがクィア理論という語を提唱した後、異性愛中心主義の社会において、抑圧されたり、弾劾されたり、無視されてきた多様な性を生きる者が連帯するための画期的な理論として受け入れられた。具体的には、性的なアイデンティティを脱構築的な手法で考えることで、異性愛と非異性愛という二項対立について再考することで、規範的な性やセクシュアル・アイデンティティにおける同一性を問い始めた。また、ヘテロセクシュアル内にも、様々な性のありようはあり、常態、あるいは規範に対する「変態（クィア）」という概念が取り入れられたことにより、性は個人的なことであるという言説に対して、異性愛中心主義として公的に構築されてきたかもしれないという、アイデンティティの政治（アイデンティティ・ポリティクス）にも影響を与えた。また、ゲイやレズビアンを代表、表象できるのかといった問題についてもクィア理論は影響を与えた。

同1990年にはジュディス・バトラーが『ジェンダー・トラブル』を刊行したほか、これと前後してイヴ・コゾフスキー・セジウィック『男同士の絆―イギリス文学とホモソーシャルな欲望』 (1985）や『クローゼットの認識論』(1991)、デヴィッド・ハルプリン『同性愛の百年間』 (1990）などクイア理論を扱う著作が相次いで刊行された。

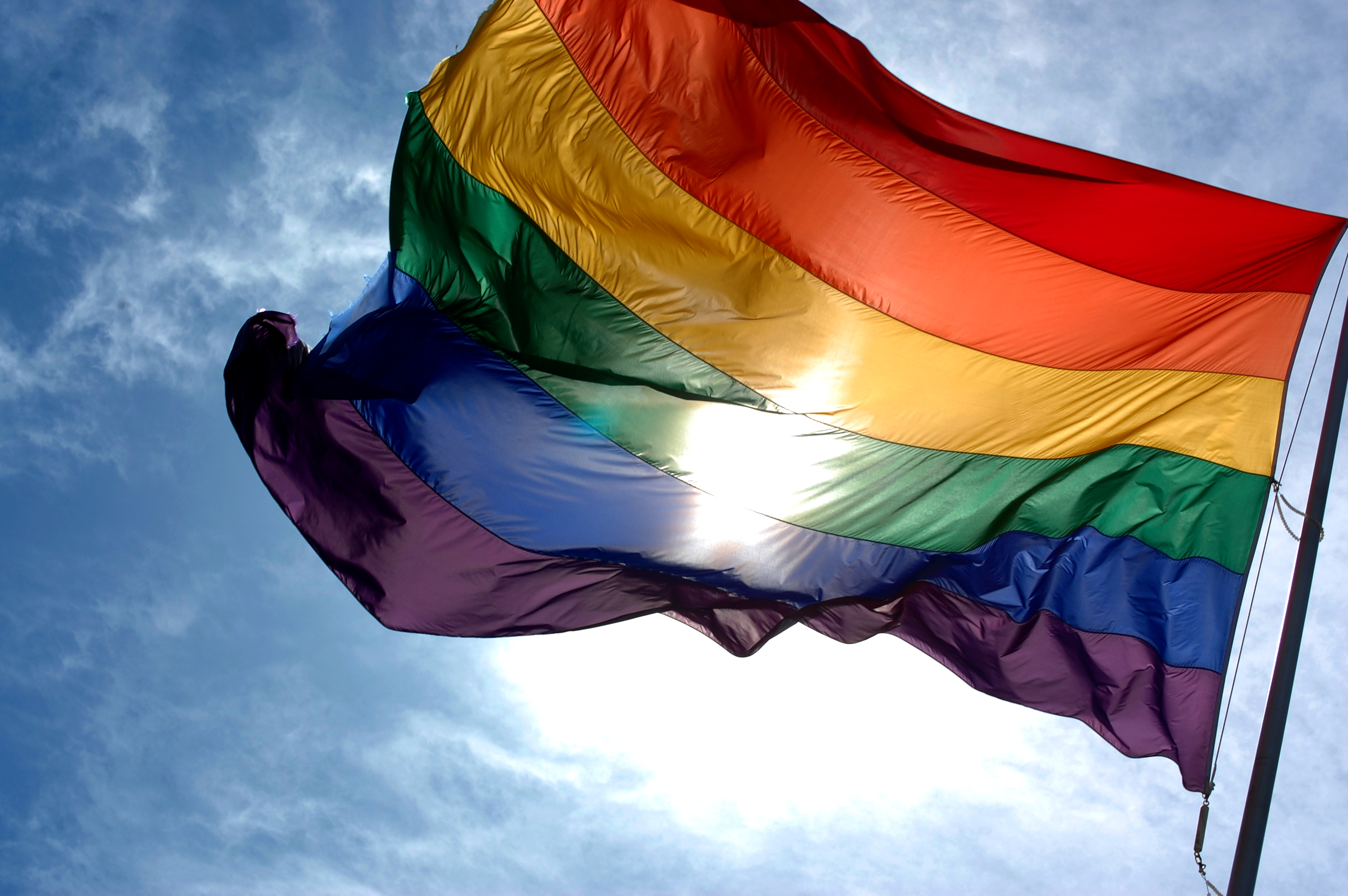
レインボー旗は性的マイノリティを象徴する旗として用いられる

### デリダとバトラー
クィア理論の誕生に大きな影響を与えた思想家の一人がジャック・デリダである。脱構築によって、音声言語 / 文字言語、男 / 女、人間 / 動物、文明 / 野蛮などの二項のうち、前項が優位に立ち、第二項がそれを補っているとするデリダの論に大きな影響を受けている。
ジュディス・バトラーは、ヘーゲルの精神現象学の研究（主に主人と奴隷の弁証法）から出発し、ミシェル・フーコーやジャック・デリダの論、ジョン・L・オースティンのパフォーマティヴィティや言語行為論、ルイ・アルチュセールの、いわゆる「呼びかけ」理論などを資源として、言語と権力、社会と主体の問題について活発に発言している。『ジェンダー・トラブル』においては、モニク・ウィティッグやジュリア・クリステヴァらへの批判を行った。
とりわけ、「セックスはつねにすでにジェンダーである」という『ジェンダー・トラブル』（竹村和子 訳・青土社）での議論は、セックスという生物学的な原因と、ジェンダーという社会的文化的な結果の区別を無効にし、原因と結果の転倒を行った。また、バトラーは、同一性を保ち続けるオリジナルな（起源としての）主体に対して、行為体（エイジェンシー）という概念を用いて、言語のまえやあとに想定される「主体」の否定、「同一性」やアイデンティティがパフォーマティヴな行為の結果であるという撹乱的な理論を行ったことは、その後のクィア理論に大きく影響している。

### 研究対象
クィア理論の主要な研究企図は、現在進行中の、ジェンダーとセクシュアリティ、性科学の類型化、分類について再考することである。例えば、「ホモセクシュアルとは何であるか？」という問いは、ホモセクシュアルの範疇を再考したり、ホモセクシュアルの構築過程について本質はあるのかという問いを可能にする。また、「黒人系の英国籍をもったレズビアンは、南アジアのゲイの男性と異なった生活経験をしているのか」など、これまで一面的にとらえてきたゲイやレズビアンなどの範疇（カテゴリー）の中にある差異を問い直すことも行われている。
クィア理論は、もともと、ジェンダー・セクシュアリティの諸問題において、自然的、必然的、本質的な立場をとらず、ジェンダーやセクシュアリティは文化的に構築されているという地点・地平・時空から出発した。言語自体が恣意的な差異の体系であるという、20世紀の言語論的転回を受けて、「言語は恣意的に構築された差異の体系であること（構築主義的な見方）」、「規範的な性にあてはまらないものは、排除されるか、言説の増産によって、一定の位置に追いやられること（ミシェル・フーコーが『性の歴史I 知への意志』で指摘）」といった問題意識に基づき、同一性や規範、主体の産出の問題について活発に論を展開している。

## 関連文献

### クイア理論
- Bersani, Leo. Is the Rectum a Grave? And Other Essays. Chicago: University of Chicago Press, 2009.
- Butler, Judice. Gender Trouble: Feminism and the Subversion of Identity. New York: Routledge, 1990.）
- Butler, Judith. Bodies That Matter: On the Discursive Limits of Sex. New York: Routledge, 1993.
- Fuss, Diana, ed. Inside/Out: Lesbian Theories, Gay Theories. New York: Routledge, 1991.
- Halperin, David M. M. One Hundred Years of Homosexuality : And Other Essays on Greek Love, Hoboken: Taylor and Francis 2012
- Halperin, David. Saint Foucault: Towards a Gay Hagiography. New York: Oxford University Press, 1997.
- Halperin, David, and Valerie Traub, eds. Gay Shame. Chicago: University of Chicago Press, 2009.
- Sedgwick, Eve Kosofsky. Epistemology of the Closet. Berkeley: University of California Press, 2008.

### 歴史
- Black, Allida M. Modern American Queer History. Philadelphia: Temple University Press, 2001.
- Chauncey, George. Gay New York: Gender, Urban Culture, and the Making of the Gay Male World, 1890-1940. New York: Basic Books, 1995.
- D’Emilio, John. Sexual Politics, Sexual Communities: The Making of a Homosexual Minority in the United States, 1940-1970. Chicago: University of Chicago Press, 1998.
- Faderman, Lillian, and Stuart Timmons, eds. Gay L.A.: A History of Sexual Outlaws, Power Politics, and Lipstick Lesbians. New York: Basic, 2006.
- Gross, Larry. Up from Invisibility: Lesbians, Gay Men, and the Media in America. New York: Columbia University Press, 2002.
- Halperin, David. One Hundred Years of Homosexuality: And Other Essays on Greek Love. New York: Routledge, 1989.
- Laqueur, Thomas. Making Sex: Body and Gender from the Greeks to Freud. Cambridge, MA: Harvard University Press, 1990.
- Stryker, Susan. Transgender History. Berkeley, CA: Seal, 2008.

### 邦語・翻訳
- 飯野由里子「『クィアする』とはどういうことなのか？」（『女性学』15号，日本女性学会 編，新水社, 2008.4）
- 上野千鶴子『発情装置 - エロスのシナリオ』（筑摩書房、1998年）
- 上野千鶴子『差異の政治学』（岩波書店、2002年）
- 江原由美子 『自己決定権とジェンダー』（岩波書店, 2002.2）
- 河口和也『クイア・スタディーズ』（岩波書店、2003年）
- 桜井哲夫『フーコー - 知と権力』（講談社,2003）
- ジュディス・バトラー（竹村和子訳） 『ジェンダー・トラブル : フェミニズムとアイデンティティの攪乱』（青土社、1999.4）
- 砂川秀樹編『パレード』（ポット出版、2001年）
- 竹村和子「『資本主義はもはや異性愛主義を必要としていない』のか」（ 上野千鶴子 編『構築主義とは何か』 勁草書房、2001）
- 『クイア・ジャパン』シリーズ（勁草書房、1998年 - 2001年）
- タムシン・スパーゴ（吉村育子訳）『フーコーとクイア理論』（岩波書店, 2004.2）
- ミシェル・フーコー （渡辺守章訳）『性の歴史I 知への意志 』（新潮社, 1986.9）
- ミシェル・フーコー （田村俶訳）『性の歴史II 快楽の活用』（新潮社, 1986.10）
- ミシェル・フーコー （田村俶訳）『性の歴史III 自己への配慮』（新潮社, 1987.4）
- ケイト・ボーンスタイン（筒井真樹子訳）『隠されたジェンダー』(新水社, 2007,9)

### 映像資料
- 「ハッシュ」監督・橋口亮輔（DVD・2001年・ハピネット・ピクチャーズ）
- 「ボーイズ・ドント・クライ」監督：キンバリー・ピアース（1999・20世紀フォックス・ホーム・エンターテイメント・ジャパン）
- 「ぼくのバラ色の人生」監督：アラン・ベルリネール（ベルギー・フランス他合作・VHS・1999・日活）
- 「ヘドウィグ・アンド・アングリーインチ」監督：ジョン・キャメロン・ミッチェル（2001・エスピーオー）
- 「3年B組金八先生第6シリーズ」（VHS・DVD・2003・ビクターエンタテインメント）

## 関連リンク
- 性の多様性をひもとく「クィア・スタディーズ」を知る（『早稲田ウィークリー』、2017）
- 沖野真理香,「現在のアメリカ社会におけるクイア・ポリティクスとその問題 : Hedwig and the Angry Inchの考察を通して」『21世紀倫理創成研究』 2号 p.115-132, 2009年, 神戸大学大学院人文学研究科 倫理創成プロジェクト, doi:10.24546/81000961, NAID 110007044154
- 河口和也,「テーマ別研究動向：クィア・スタディーズ」『社会学評論』 61巻 2号 2010年 p.196-205, 日本社会学会, doi:10.4057/jsr.61.196
- 藤高和輝,「アイデンティティを引き受ける : バトラーとクィア/ アイデンティティ・ポリティックス」『臨床哲学』 16巻 p.23-41 2015年, ISSN 13499904